# Lewis Hyde

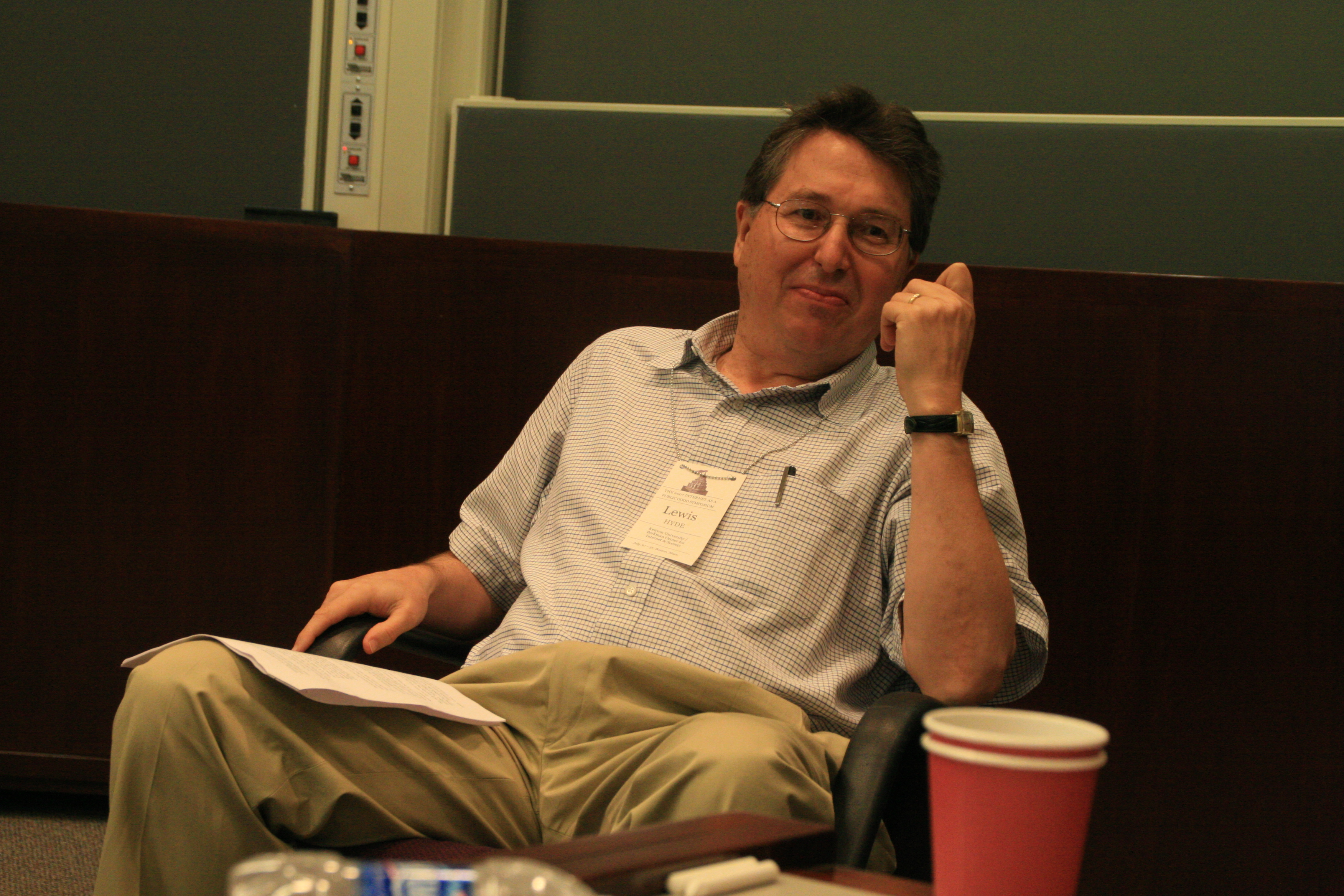
Lewis Hyde

Lewis Hyde (* 1945 in Boston, USA) ist ein US-amerikanischer Schriftsteller, der vor allem als Lyriker, Herausgeber, Essayist und Übersetzer arbeitet.

## Leben
Lewis Hyde wurde 1945 in Boston geboren. Er studierte Literaturwissenschaften und Soziologie an Universitäten in Minnesota und Iowa. Um seinen Berufswunsch als Schriftsteller erfüllen zu können, arbeitete er u. a. als Lehrer, Elektriker und Schreiner.
Sein erstes Buch erschien 1975. Sechs Jahre lang unterrichtete er Literarisches Schreiben an der Harvard-Universität.
Sein kulturwissenschaftliches Buch „The Gift“ erschien 2008 unter dem Titel Die Gabe im S. Fischer-Verlag.
Er war Herausgeber von Werken Allen Ginsbergs und Henry D. Thoreaus sowie Übersetzer von Gedichten von Vicente Aleixandre.
1991 war er MacArthur Fellow.
Lewis Hyde ist verheiratet.

## Werk (Auswahl)
- Alcohol and Poetry: John Berryman and the booze talking, 1975, Essays.
- The Gift, 1983 (Die Gabe, dt. 2008, S.Fischer-Verlag), Sachbuch.
- This error is the sign of love, 1988, Lyrik.
- Common as air: revolution, art, and ownership, New York, NY: Farrar, Straus and Giroux, 2010, ISBN 978-0-374-22313-7